# Première chaîne de l'ORTF
La première chaîne de l'ORTF ou ORTF Télévision est une chaîne de télévision généraliste nationale publique française de l'Office de radiodiffusion-télévision française, diffusée sous ce titre du 25 juillet 1964 au 5 janvier 1975, remplacée par la chaîne intitulée TF1. 
Cette chaîne fait suite à différentes formules et sociétés de télévision successives, couvrant dans un premier temps uniquement la région parisienne, dont Radiovision-PTT en 1935, Radiodiffusion nationale Télévision en 1937, Fernsehsender Paris en 1943 sous occupation allemande ; elle devient RDF Télévision française puis est nommée RTF Télévision en 1944, avant de devenir la Première chaîne de l'ORTF en 1964. Depuis l'année 1949, la chaîne exploite le noir et blanc en haute définition 819 lignes. Malgré quelques essais et retransmissions simultanées sur d'autres chaînes publiques antérieurs à 1975, la première chaîne reste en noir et blanc jusqu'à l'apparition de TF1.
La première chaîne historique est complétée par la deuxième chaîne publique RTF Télévision 2 en décembre 1963 devenue Deuxième chaîne de l'ORTF en juillet 1964 puis en décembre 1972, par la Troisième chaîne couleur de l'ORTF.

## Histoire de la chaîne
La loi n° 64-621 du 27 juin 1964 remplace la Radiodiffusion-télévision française (RTF) par l'Office de radiodiffusion-télévision française (ORTF), qui gagne en autonomie en n'étant plus placé que sous la tutelle du ministère de l'Information afin de contrôler le respect de ses obligations de service public. La loi entre en application le 25 juillet 1964, ce qui entraîne le changement de nom de RTF Télévision en ORTF Télévision, plus communément appelée première chaîne de l'ORTF.
L'élection présidentielle française de 1965 fait l'objet d'une campagne télévisée pendant laquelle chaque candidat a droit à deux heures d'antenne,,, suivie le 5 décembre d’une nuit entière de directs et de commentaires sur les résultats du premier tour.
Nommé chef du bureau des coproductions de l'ORTF en 1967, Yves Jaigu met en place une structure informelle de coproduction qui réunit très régulièrement jusqu'en 1974 la RAI, la TSR, la RTB, la télévision de Radio-Canada et des chaînes ouest-allemandes pour populariser via la télévision « les textes fondateurs de la civilisation européenne ». Cette période marque le début des grands feuilletons en coproduction de l'Office, adaptés de la littérature française et européenne.
Une grève débute à l’ORTF le 13 mai 1968 à laquelle se joignent la plupart des journalistes de l'Office le 25 mai. Elle dure jusqu'au 23 juin et entraîne, à partir du 22 mai, l'interruption des programmes dans la journée et en soirée, à l'exception du journal télévisé Télé-Soir réalisé par des journalistes non grévistes. Entre le 4 et le 23 juin, un programme minimum est à l'antenne de la première chaîne, composé de Télé-Soir à 20h00, suivi d'un film à 20h30, puis de la seconde édition du journal Télé-Nuit. À l'issue de la grève, la reprise en main de l'Office par la direction entre août et octobre amène à licencier, muter ou mettre en congé spécial entre 77 et 144 réalisateurs, producteurs et journalistes contestataires, dont Claude Darget. Le 1er octobre 1968 à 19 h 56, la première chaîne ouvre ses écrans à la publicité « de marque », à raison de deux minutes qui passent à quatre en janvier 1969. La Régie française de publicité, filiale de l’ORTF, est créée l'année suivante pour en assurer la commercialisation.
En 1969, le nouveau Premier ministre Jacques Chaban-Delmas organise un plan de libéralisation de l'audiovisuel qui supprime le ministère de l'Information et sa tutelle sur l'Office en juin 1969. Dans la nuit du 21 juillet 1969, des millions de téléspectateurs français assistent en direct sur la première chaîne aux premiers pas de Neil Armstrong sur la Lune, commentés par Michel Anfrol et Jean-Pierre Chapel. L'application du plan de libéralisation Chaban-Delmas amène la mise en place sur chaque chaîne de télévision, le 16 septembre 1969, d'unités autonomes d'information dont les directeurs, nommés pour une durée déterminée, peuvent librement choisir les journalistes et utiliser sous leur seule autorité les moyens mis à leur disposition, la qualité des productions et l'objectivité de l'information devant trouver leur meilleure garantie dans le talent, la liberté, l'émulation de la conscience professionnelle des journalistes. Réputé indépendant, Pierre Desgraupes est nommé à la direction de l'unité d'information autonome de la première chaîne de l'ORTF. Il constitue son équipe de journalistes et met à l'antenne un nouveau journal télévisé baptisé Information Première dès le 3 novembre 1969.
La télévision touche à présent un immense public : de 13,1 % des ménages équipés d'un poste de télévision en 1960, on est passé à 51,7 % en 1966 après la création de la deuxième chaîne, pour atteindre 70,4 % en 1970. En janvier 1970, les deux chaînes de télévision de l’ORTF sont dotées de directions distinctes. Roland Dhordain est nommé à la direction de la première chaîne en septembre 1971. Les actualités régionales sont proposées simultanément sur la première chaîne et en couleur sur la deuxième chaîne dès le mois d'avril 1970.
La loi no 72-553 du 3 juillet 1972 sur le statut de l’ORTF entraîne la réorganisation de la direction des chaînes en deux régies de chaîne décentralisées et distinctes, plafonne les ressources publicitaires à 25 % et instaure un service minimum en cas de grève. Il s'ensuit le 11 septembre 1972 une réorganisation des unités d'information créées en 1969 dans chacune des chaînes et qui sont désormais intégrées à la direction des nouvelles régies. Les directions des unités d'information disparaissent de fait. Jugée trop indépendante, la rédaction de la première chaîne, dirigée par Pierre Desgraupes, est limogée au profit de celle de 24 heures sur la Deux, dirigée par Jacqueline Baudrier et jugée moins agitée, qui est promue sur la première chaîne le 11 septembre 1972 en devenant 24 heures sur la Une. Les actualités régionales sont diffusées simultanément sur la première, la deuxième et la troisième chaîne, nouvellement créée à partir de 1973. La même année, le choc pétrolier contraint les émissions à s'arrêter à 23 h pour cause d'économie d'énergie.
Sur une idée de son président, Marceau Long, l'ORTF organise le 10 mai 1974, pour la première fois à la télévision et hors du cadre rigide de la campagne officielle, un débat entre les deux candidats au second tour de l’élection présidentielle, Valéry Giscard d’Estaing et François Mitterrand, arbitré par Jacqueline Baudrier et Alain Duhamel et diffusé simultanément et en direct sur la première chaîne et la deuxième chaîne de l'ORTF.
La loi de réforme de l'audiovisuel no 74-696 du 7 août 1974 supprime l’ORTF et crée sept organismes autonomes dont trois sociétés nationales de programmes de télévision. Elle entre en application le 1er janvier 1975 et le dimanche 5 janvier 1975 à 22 h 35[réf. nécessaire], Catherine Langeais clôture définitivement, en même temps que sa carrière de speakerine, les programmes de la première chaîne de l'ORTF qui ferme son antenne pour laisser la place le lendemain à la nouvelle société nationale de programme Télévision française 1 (TF1).

## Identité visuelle
Le logo de la première chaîne de l'ORTF reprend le logo atome de RTF Télévision, évoquant aussi bien des ondes radioélectriques que le système solaire ou la course d'un électron dans un univers fermé, mais les trois lettres R, T et F ne sont plus placées au milieu des trois ellipses, mais sur l'axe médian de la grande lettre O, symbolisant l'Office, qui vient former une quatrième ellipse verticale légèrement décalée vers le haut afin de laisser l'espace nécessaire à la mention Télévision au bas du logo.

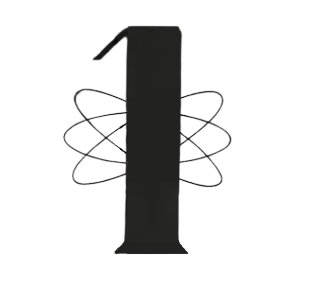
Logo alternatif de la Première chaîne à partir du 6 octobre 1972 jusqu'au 5 janvier 1975

Les indicatifs d'ouverture et de fermeture d'antenne de la première chaîne de l'ORTF animent un enchevêtrement d'ellipses sur un fond étoilé qui, pour le premier, s'ordonnent pour former le logo de la première chaîne, et pour le second, se rétractent pour former une étoile qui disparaît, comme un Big Bang à l'envers. La musique est commandée par l'ORTF, sur la suggestion de son conseiller musical Daniel-Lesur, au compositeur Jean-Jacques Grünenwald.

## Organisation

### Capital
La première chaîne de l'ORTF est une régie de l'Office de radiodiffusion télévision française, établissement public à caractère industriel et commercial dont le capital est détenu à 100 % par l'État.

### Sièges
La direction générale de l'Office de radiodiffusion télévision française siège à la « Maison » de l'ORTF au 116 avenue du Président-Kennedy, dans le 16e arrondissement de Paris.
Ces locaux sont toutefois mal adaptés aux nécessités de la télévision qui reste finalement dans son berceau historique du Centre Alfred-Lelluch au 13-15 rue Cognacq-Jay dans le 7e arrondissement de Paris, bâtiment de huit étages qui abrite la direction des chaînes de télévision, les studios, régies et locaux techniques. La télévision dispose tout de même de deux studios de télévision situés au rez-de-chaussée de la Maison de l'ORTF, et notamment le mythique studio 102, aussi baptisé le « Théâtre 102 », ainsi que le studio 101 dans lequel est organisé notamment le « duel » présidentiel de 1974.
L'ORTF peut compter également sur un important troisième lieu de production, les studios des Buttes Chaumont (aujourd'hui démolis) situés au 36, rue des Alouettes dans le 19e arrondissement de Paris, qui abritent les plus grands studios de la télévision française (le studio 15 a une superficie de 500 m2). Des grandes émissions de divertissement ou des dramatiques y étaient produites, avec ses propres ateliers décors. Au démantèlement de l'ORTF en 1974, le lieu est attribué à la Société française de production (SFP).

## Programmes

### Émissions
En 1965, une version européenne de l'émission Intervilles, baptisée Jeux sans frontières, est créée par Guy Lux sur une idée du général de Gaulle. La première représentation d'Au théâtre ce soir a lieu le 28 août 1966. Volume, une émission scientifique, présentée par Marc Gilbert, est diffusée de 1970 à 1972.

### Présentateurs et animateurs
- Jean Bardin (1971)
- Michel Bassi (1970-1973)
- Annik Beauchamps (1974-1981)
- Pierre Bellemare (1964-1972)
- Lucien Berthelot (1964-1975)
- André Campana (1970-1973)
- Georges de Caunes (1964-1966)
- Jacqueline Caurat (1964-1975)
- Jacques Chabannes (1964-1969)
- Jacques Chancel (1972)
- Robert Clarke (1965-1974)
- Maïté Célérier de Sannois (1964-1970)
- Claude Darget (1964-1966)
- Alain Decaux (1969-1975)
- Dorothée (1973-1974)
- Alain Duhamel (1970-1974)
- Pierre Dumayet (1964-1969)
- Pierre Desgraupes (1964-1968)
- Jean-Pierre Enkiri (1965?-1972?)
- Roger Féral (1964)
- Simone Garnier (1964-1974)
- Danièle Gilbert (1967-1974)
- Marc Gilbert (1968-1974)
- Denise Glaser (1964-1975)
- Jacqueline Joubert (1964-1967)
- Catherine Langeais (1964-1967)
- Roger Lanzac (1964-1975)
- Odette Laure (1964-1968)
- André Leclerc (1964-1968)
- Pierre-Louis (1964-1968)
- Guy Lux (1964-1974)
- Raymond Marcillac (1964-1972)
- Jacques Martin (1968-1971)
- Jean Nohain (1964-1968)
- Raymond Oliver (1964-1967)
- Pierre Sabbagh (1964-1968)
- Bernard Pivot (1973-1974)
- Anne-Marie Peysson (1965-1968)
- Michel Polac (1966-1968)
- Albert Raisner (1964-1968)
- Pierre Sainderichin (1964-1968)

### Journalistes
- Jean-Pierre Berthet (1972-1975)
- Claude Brovelli (1972-1975)
- Georges de Caunes (1964-1966)
- Jean-Michel Desjeunes
- Jean-Pierre Elkabbach (1970-1972)
- Jean-Pierre Enkiri (1965?-1972)
- Marc Gilbert (1970-1972)
- Ladislas de Hoyos (1969-1972)
- Jean Lanzi (1969-1972)
- Paul Lefèvre (1969-1972)
- Joseph Pasteur (1969-1972)
- Michel Péricard (1972-1975)
- Jean-François Robinet (1972-1975)
- Maurice Séveno (1964-1968)
- François Loncle (1964-1968)
- Bernard Volker (1968-1969 / 1972-1975)
- Léon Zitrone (1964-1969 / 1972-1975)

### Speakerines
- Jacqueline Caurat (1964-1975)
- Évelyne Dhéliat (1969-1975)
- Jacqueline Huet (1964-1975)
- Catherine Langeais (1964-août 1971)
- Anne-Marie Peysson (1964-1968)
- Denise Fabre (septembre 1971-1975)

## Diffusion
La première chaîne de l'ORTF est diffusée en noir et blanc par la régie de diffusion de l'Office sur la bande III VHF (canal 8 A) par l'émetteur de télévision haute définition à 819 lignes norme E de la tour Eiffel, et par un réseau d'émetteurs analogiques régionaux à forte puissance émettant généralement sur la bande III VHF en 819 lignes norme E et plus rarement sur la bande I pour les émetteurs de Nantes Haute-Goulaine (canal F4V), Bastia-Serra di Pigno (canal F2V), Ajaccio-Coti Chiavari (canal F4H), Besançon-Lomont (canal F4V), Carcassonne-Pic de Nore (canal F4V), Caen-Mont Pinçon, Troyes-Les Riceys (canal F2H), Limoges-Les Cars (canal F2H), Boulogne-sur-Mer-Mont Lambert (canal F4V), et Hyères-Cap Benat. La chaîne a exploité le canal 1 en France.